# Chryse
Chryse (także Chryze, gr. Χρύση Chrýsē, łac. Chryse) – w mitologii greckiej nimfa, boginka wyspy Chryse, mającej według Sofoklesa i Pauzaniasza znajdować się na Morzu Egejskim. Chryse była kochanką Aresa, z którym poczęła syna Flegiasa. Na ołtarzu nimfy, przez jej strażnika – węża, ukąszony w nogę został łucznik Filoktet, czego skutkiem była niegojąca się rana wydzielająca paskudny zapach.